# پسماند انسانی
پسماند انسانی یا فضولات انسانی (یا پسماند گوارشی انسان) (به انگلیسی: Human waste) به پسماند دستگاه گوارش انسان، قاعدگی و سوخت‌وساز انسان از جمله ادرار و مدفوع اشاره دارد. به عنوان بخشی از یک سیستم بهداشتی موجود، پسماندهای انسانی بستگی به نوع توالت به‌کاررفته، توانایی کاربران در پرداخت هزینه خدمات و دیگر عوامل، جمع‌آوری، حمل و نقل، درمان و دفع یا با روشی دیگر مورد استفاده قرار می‌گیرند. مدیریت لجن مدفوع برای مقابله با مواد مدفوع جمع‌آوری‌شده در سیستم‌های بهداشتی درجا مانند توالت‌ها و سپتیک تانک‌ها استفاده می‌شود.
سیستم‌های بهداشتی موجود در سرتاسر جهان بسیار متفاوت هستند، به طوری که بسیاری از مردم در کشورهای در حال توسعه ناچارند به دلیل نبود گزینه‌های دیگر، به اجابت مزاج باز که زباله‌های انسانی در محیط ته‌نشین می‌شوند، متوسل شوند. بهبود در " آب، بهداشت و بهداشت " (WASH) در سراسر جهان یک مسئله کلیدی بهداشت عمومی در توسعه بین‌المللی است و تمرکز هدف توسعه پایدار ۶ است.
مردم در کشورهای توسعه‌یافته تمایل دارند تا از توالت‌های سیفون‌دار استفاده کنند که در آن زباله‌های انسانی با آب مخلوط شده و به تصفیه‌خانه‌های فاضلاب منتقل می‌شود.